# Jelena Kielczewska
Jelena Kielczewska (ros. Елена Кельчевская, ur. 7 maja 1955) – radziecka lekkoatletka, sprinterka, srebrna medalistka halowych mistrzostw Europy.

## Kariera sportowa
Zdobyła srebrny medal w biegu na 200 metrów na halowych mistrzostwach Europy w 1982 w Mediolanie, przegrywając jedynie z Gesine Walther z Niemieckiej Republiki Demokratycznej, a wyprzedzając Heidi-Elke Gaugel z Republiki Federalnej Niemiec. Na mistrzostwach Europy w 1982 w Atenach zajęła 5. miejsce w sztafecie 4 × 100 metrów, a także odpadła w półfinale biegu na 100 metrów i eliminacjach biegu na 200 metrów.
Była halową mistrzynią ZSRR w biegu na 200 metrów w 1982.
Rekordy życiowe Kielczewskiej:
- bieg na 100 metrów – 11,30 s (16 lipca 1987, Briańsk)
- bieg na 200 metrów – 23,08 s (23 maja 1987, Cachkadzor)